# Selección de rugby de España
La selección de Rugby de España es el equipo nacional que representa al país en las competiciones oficiales. Gestionada por la Real Federación Española de Rugby, se la conoce como el XV del León, en referencia al símbolo que representa a la federación. Desde el 2 de noviembre de 2023 el seleccionador nacional es el argentino Pablo Bouza.
Actualmente, se encuentra en el Tier 2 de la clasificación mundial de la World Rugby. Dentro del World Rugby Ranking, el equipo masculino de España ocupa el puesto decimoquinto, por delante de otras potentes selecciones como  Estados Unidos y Uruguay. Su mayor logro hasta la fecha ha sido clasificar a la Copa Mundial de Rugby de 1999 y de 2027. 
A nivel continental, milita en la División Championship del Rugby Europe International Championships, la más alta del torneo. En ella, sus mayores logros han sido cuatro segundos puestos en las ediciones 2012, 2019, 2020 y 2025. 
Francisco Puertas, con un total de 93 caps, es el jugador que en más ocasiones ha vestido la camiseta de la Selección, entre 1994 y 2001. De los jugadores que siguen en activo, el pilier Fernando López es con 61 caps, el jugador que posee más internacionalidades.

## Historia

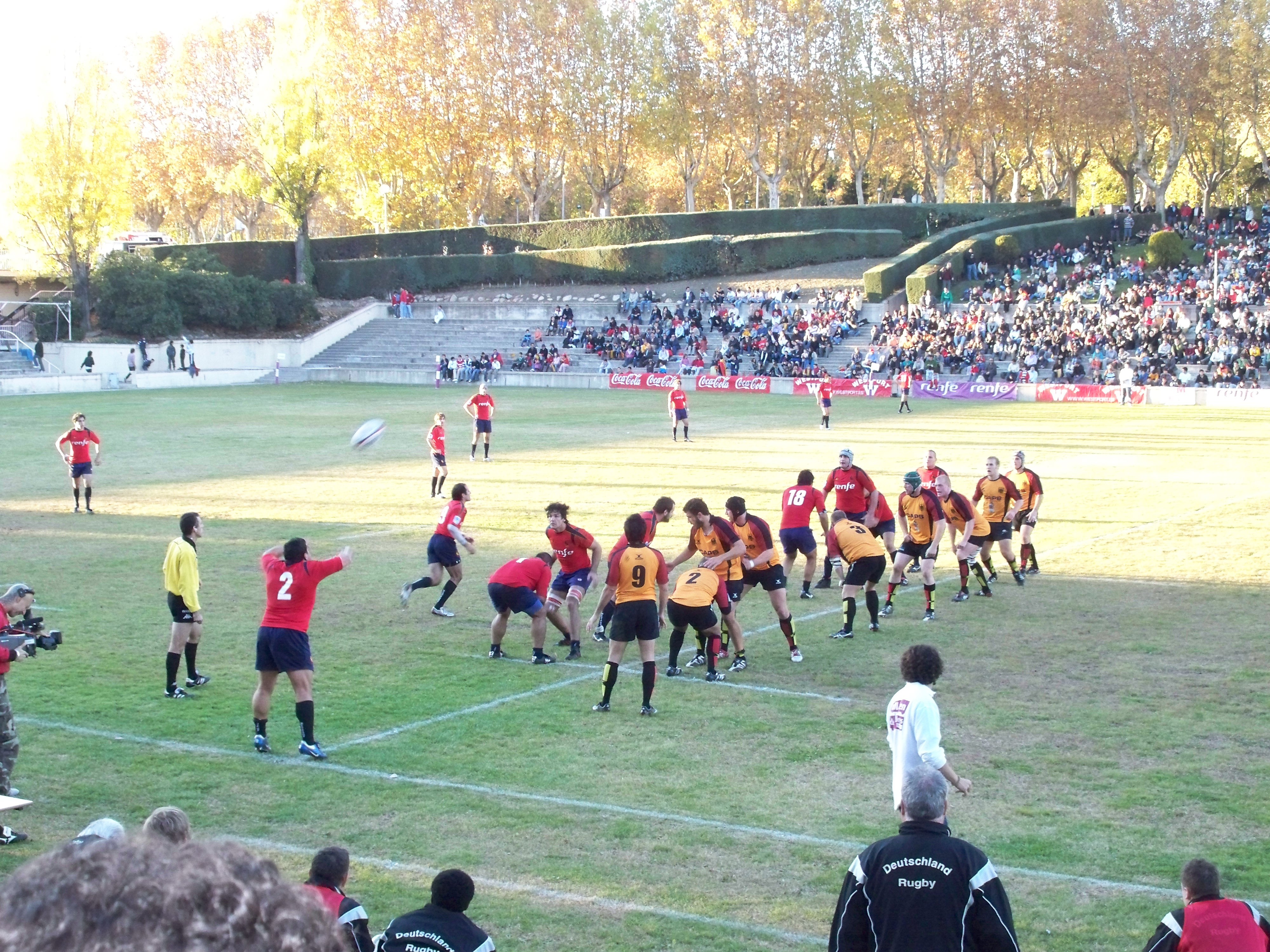
Partido de 6 Naciones B entre España y Alemania

La selección nunca ha disputado unos Juegos Olímpicos, ya que no existía como tal. Tras su fundación, el rugby ya había desaparecido del programa olímpico.
España jugó su primer partido en Madrid en mayo de 1927 frente a Francia, con un resultado adverso de 6-66. En aquel equipo francés (que trataba de promocionar el rugby por países como Italia, Hungría, Alemania, Rumanía y la propia España) jugaban estrellas de la época como Yves Du Manoir.
Dos años después, en 1929, jugó su primer partido oficial con victoria para los Leones: un 20 de mayo contra Italia con victoria final por 9-0, selección a la que, por otra parte, solo ha vuelto a vencer en dos ocasiones más: en 1972 (10-0) y en 1977 (10-3), ambas en terreno español. A lo largo de los años 30, España jugó contra algunos rivales europeos ganando la mayoría de ellos, y perdiendo solo ante Italia y Alemania. El equipo de rugby nacional no participó en ningún torneo durante los años 40.
España volvió a competir internacionalmente a partir de 1951, ganando algunos de sus compromisos, pero siendo incapaz de superar a rivales como Italia o Alemania. Durante la celebración de los II Juegos del Mediterráneo de Barcelona en julio de 1955, las tres selecciones nacionales de España, Italia y Francia, se enfrentaron en el Estadio de La Foixarda. Francia, vencedora en el V Naciones de aquel año se presentó con todas sus estrellas capitaneadas por el mítico Jean Prat, apodado "Monsieur Rugby" por los británicos, que disputaría en la ocasión el último partido de su carrera.
La Selección de Francia, sorprendida por el calor y el juego agresivo de los Leones, acabó el primer tiempo con un 6-6 a pesar de jugar España con 14 por lesión de su talonador del Fútbol Club Barcelona Rodó. Sin embargo, en el segundo tiempo arrasó hasta ganar el partido por un contundente 46-6. Los Leones jugaron todo el segundo tiempo con 14 (el reglamento todavía no contemplaba cambios, diciéndose que "en Rugby empiezan 15 y acaban los que pueden"). El lunes 25 de julio, el diario Ya titulaba "Francia aplasta a España y obtiene el título. Abad, figura destacada de nuestro equipo" y en el texto "...el madrileño Luis Abad héroe del partido". Italia, se alzó con el segundo puesto, perdiendo contra Francia pero ganando a España en un partido muy equilibrado. Jean Prat se despidió del rugby como jugador.
Durante los años 60 y tras una época de bajón en el rendimiento, España recuperó su nivel imponiéndose de nuevo en muchos partidos sobre todo contra Portugal.
España, tuvo la ocasión en los años 80 de enfrentarse a otras grandes selecciones como es el caso de Argentina en 1980 o 1982 (Estadio de Vallehermoso) o, incluso contra la poderosa Selección de rugby de Nueva Zelanda en noviembre de 1982 durante una gira realizada por los maoríes en Europa. España, perdió por 3 a 66 puntos. También durante esta década tuvo la oportunidad de enfrentarse a nuevas selecciones como la Unión Soviética y Zimbabue, selección contra la que se enfrentó en varias ocasiones en la década de los 80 y primeros 90, con saldo favorable a los ibéricos cuando aún eran los africanos un equipo potente en su nivel y participante en las primeras Copas del Mundo de Rugby, antes de que el deterioro político de ese país lo excluyera del circuito rugbístico internacional.

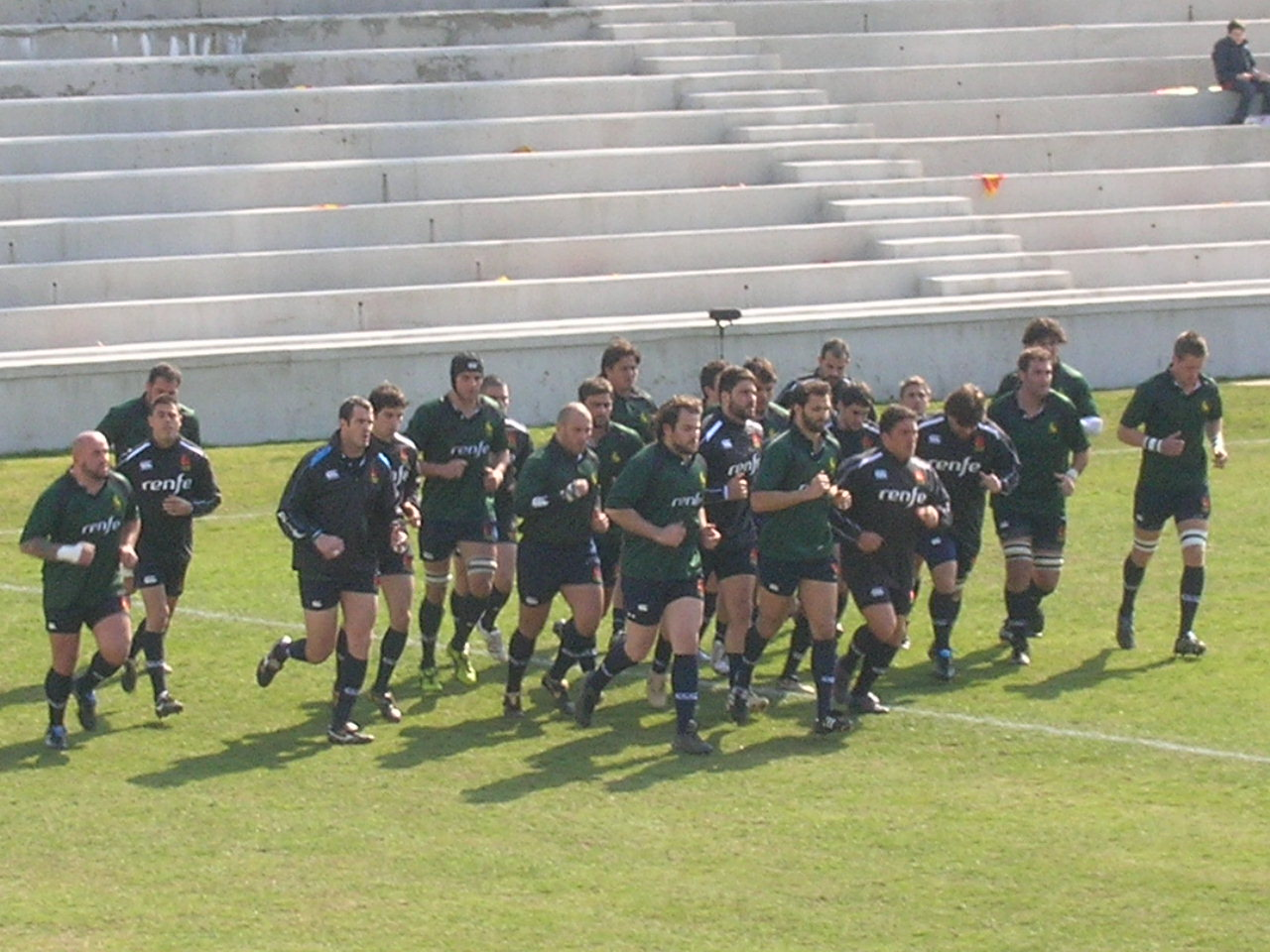
Jugadores de la Selección calientan antes de un partido.

En 1988, el equipo neozelandés de los maoríes regresó a España, con resultados esperados pero esperanzadores: 12 a 21 en Sevilla frente a España en uno de los mejores partidos del combinado nacional desde sus principios. En Madrid, repitieron enfrentamiento con refuerzo de jugadores de selecciones del V Naciones, como Norrie Rowan o Alan Tomes de Escocia o Dean Ryan de Inglaterra, con derrota también, en partido disputado en la localidad madrileña de Alcobendas.
Fue la década de los 80 en general bastante positiva para el rugby de la selección española, bajo la dirección de técnicos como Ángel Luis Jiménez, Epalza o Gerard Murillo. Compitió el combinado español regularmente con equipos como Escocia (Cornellá en 1984, Edimburgo 1985 o Madrid 1987 y 1995 entre otras ocasiones) Inglaterra A, B y Sub-23, los citados maoríes, y ya en los primeros 90 con Emerging Australia y de nuevo Argentina, además de consolidar su posición en el entonces Campeonato de la Federación Internacional de Rugby Amateur (FIRA) donde se medía con Francia, la Unión Soviética, Rumania e Italia. Normalmente, disputaba la plaza de descenso a equipos como Alemania o Polonia y generalmente conseguía la permanencia, pues el resto de equipos, bien por el apoyo institucional de sus federaciones (caso de la Unión Soviética, a la que una vez deshecho aquel estado se derrotó en varias ocasiones, ya como Rusia) o por su tradición, no estaban a nuestro alcance, si bien las distancias no llegaban al extremo de la época del profesionalismo, inaugurada oficialmente en 1996.
El 4 de abril de 1992, España consiguió una victoria histórica frente a la Selección de Rumanía en el Estadio Central Complutense. El resultado final fue de 6-0 para el combinado español que derrotó a una de las selecciones más potente de aquel momento en Europa.
En 1994, España jugó contra Gales, perdiendo por más de 50 puntos.
La mayor racha histórica de victorias de la selección española se produjo entre marzo de 1996 y noviembre de 1997 en donde encadenó un total de nueve frente a las selecciones de Marruecos, Rusia, Portugal (x2), Alemania, Bélgica, Polonia, Andorra y República Checa, alguna de ellas muy abultada como la cosechada frente a Bélgica en donde el marcador final reflejaba un 77-0. Curiosamente, tras esta racha victoriosa, llegó poco tiempo después la peor racha de resultados de la selección, que encajó ocho derrotas consecutivas entre julio y octubre de 1999, si bien es cierto que tres de ellas se produjeron durante la disputa del Copa del Mundo de Rugby de ese mismo verano.
En noviembre de 1998 se consigue la clasificación para el primer y único Mundial en que ha participado España, el de 1999.
En noviembre de 2001, visitó Madrid la entonces selección campeona del mundo, Australia, con su primer equipo. El partido se disputó en el Estadio Central Complutense y a pesar del entusiasmo del público, puso de manifiesto las abismales diferencias entre el rugby profesional y el de un "second tier" en el argot de la WR.
El año 2007, resultó ser un gran año para la selección española, que confirmó la actual progresión de la que venía haciendo gala los últimos años. El 17 de marzo, consiguió una gran victoria en el Campeonato de Europa ante la Selección de Georgia tras remontar un mal comienzo y terminando el partido 31-17. 
El 23 de mayo de ese mismo año, la selección vivió un acontecimiento único en el rugby español al tener la oportunidad de jugar un partido contra los míticos Barbarians en el Estadio Martínez Valero de Elche. El XV español cuajó un tremendo partido ante un equipo plagado de estrellas y entrenado por el popular neozelandés Zinzan Brooke. La garra española quedó patente durante el partido llegando incluso a ponerse por encima del marcador en los primeros compases del encuentro. El resultado final fue de 26-52 a favor de los Baa-Baas en lo que fue una auténtica fiesta del rugby ante más de cinco mil personas. Algunos jugadores españoles como Oriol Ripol o Diego Zarzosa han tenido la posibilidad de disputar algún partido con este combinado, al cual solo se accede por invitación.
2009, fue un año de decepciones. Los buenos resultados obtenidos en el anterior Campeonato de Europa no encontraron continuidad a lo largo del año en donde la selección española no fue capaz de ganar ninguno de sus compromisos contra Georgia, Rumanía o Portugal quedándose virtualmente fuera de la clasificación para la Copa Mundial de Rugby de 2011.

### Actualidad
La selección juega sus partidos normalmente en el Campo Central de la Ciudad Universitaria de Madrid, con capacidad para unas 16 000 personas, campo en el juegan, además, los históricos equipos de Arquitectura y Complutense Cisneros. 

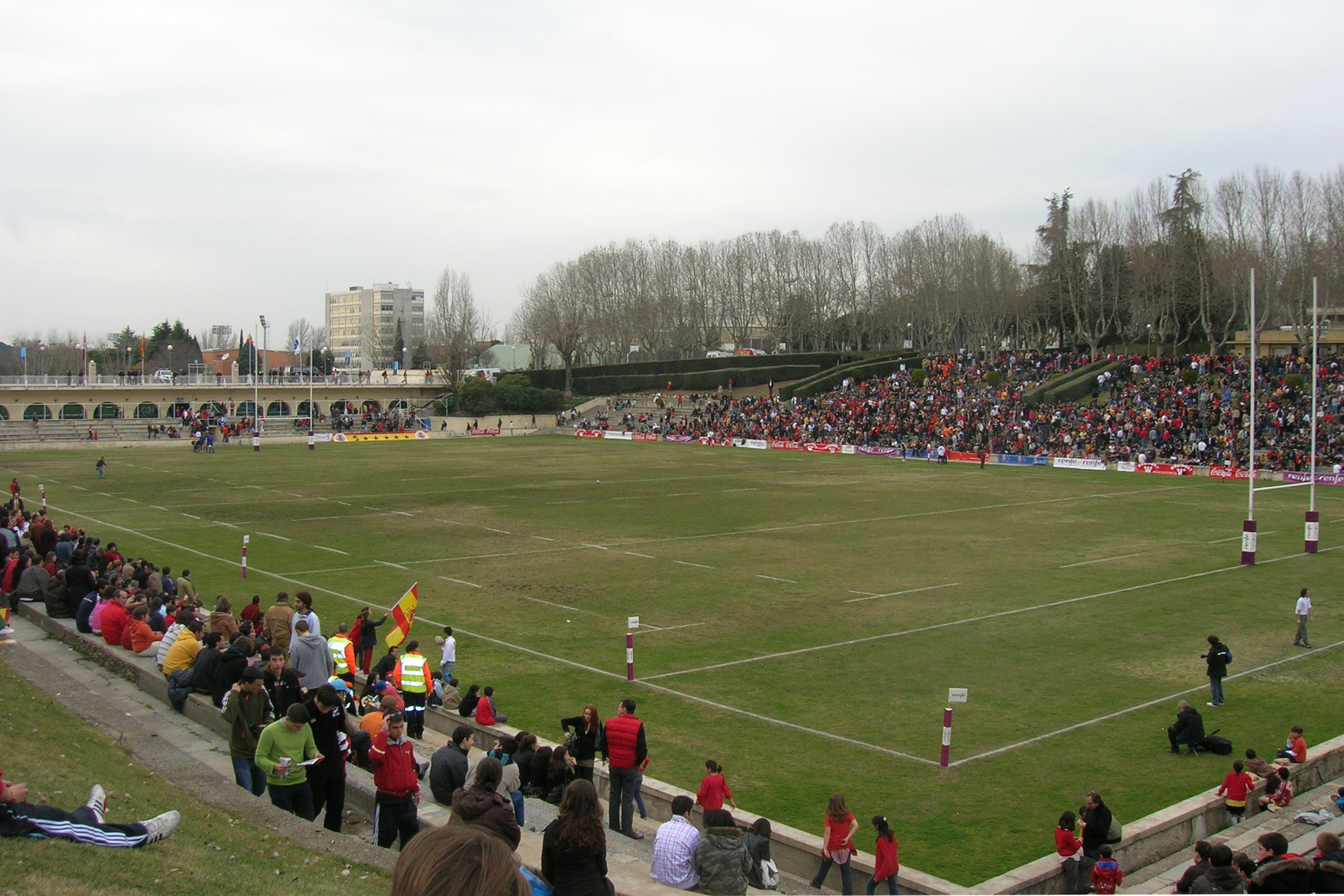
Vista general del Campo Central de Ciudad Universitaria donde la selección española juega sus partidos

En los últimos años, España ha vuelto a relanzar la Selección de Rugby 7, siendo una de las principales selecciones de las Series Mundiales organizadas por World Rugby y consiguiendo clasificarse para los Juegos Olímpicos de Río de Janeiro 2016. 
En la Copa del Mundo de Rugby 7 cuenta con tres participaciones a lo largo de su historia. Cuando realizó su mejor actuación fue en 1993, logrando el décimo puesto global por detrás de las grandes potencias del rugby mundial, tras caer en la final por la disputa de la Copa de Plata frente a Argentina y proclamándose subcampeón de la segunda categoría.
Aunque a nivel general España tiene un rugby semiprofesional, la incorporación de extranjeros en su liga ha ayudado mucho a su desarrollo y a elevar el nivel de los equipos y de la propia selección, donde destaca la participación de algunos jugadores extranjeros de origen español, sobre todo franceses. También, se está dejando notar el hecho de que algunos jugadores españoles jueguen o hayan jugado en las potentes ligas francesa e inglesa. Se especuló con que si la Selección de rugby de Argentina ingresara en el VI Naciones podría hacer de local en una ciudad española para que el rugby español siguiera creciendo. A día de hoy, esa posibilidad ha sido descartada por World Rugby.

## España en el Campeonato de Europa

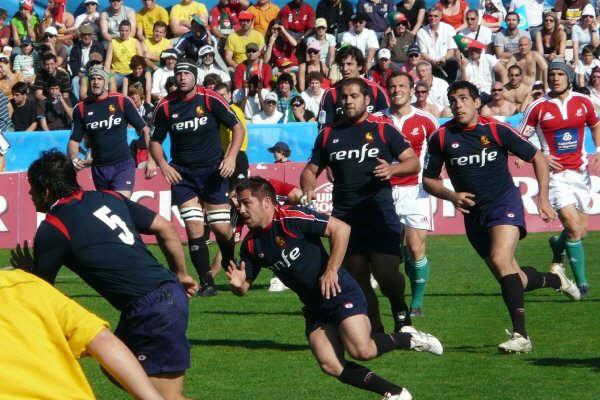
Selección española de rugby jugando frente a Portugal. Año 2009.

Tras la Copa del Mundo de Rugby de 1999, España cayó en un bajón de juego que la llevó pasar años oscuros y descender de categoría. Tras varios años la selección ascendió de nuevo a la primera división de la FIRA. Su actuación en el Campeonato de Europa FIRA-AER 2006-2008, conocido con el sobrenombre de Seis Naciones B, por su parecido estructural, en el que también participaron las selecciones nacionales de Rumanía, República Checa, Portugal, Georgia y Rusia, fue muy satisfactoria. En esa temporada, España se alzó con una meritoria cuarta plaza final de la clasificación con cuatro victorias por seis derrotas siendo la única selección capaz de ganar a la campeona Georgia. Sin embargo, la nota dominante durante el campeonato fue el ascenso de la calidad técnica unido a la falta de físico que ha impedido que España consiguiese resultados más positivos frente a selecciones más potentes físicamente como Georgia, Rusia o Rumanía.
En noviembre de 2008, dio comienzo el Campeonato de Europa de Rugby con la presencia novedosa de la selección de Alemania en detrimento de la descendida República Checa. Tras un comienzo medianamente esperanzador con una derrota frente a Rusia y una victoria ajustada frente a Alemania (22-11), la selección española encadenó un total de seis derrotas, claramente superada en sus enfrentamientos contra potencias del rugby europeo como Rusia, Rumanía o Georgia e incluso contra Portugal, a la que había vencido en su último partido de la temporada anterior. La derrota sufrida frente a Rusia el 13 de febrero de 2010 (20-38) dejaba a España definitivamente fuera de la clasificación para la Copa Mundial de Rugby de 2011.
En las temporadas siguientes, España fue cosechando malos resultados debido en gran medida, a los problemas internos que había dentro de la Federación, la cual generó una deuda enorme en un entorno ya de por sí castigado por la crisis. Con la llegada de Alfonso Feijoo a la presidencia y Santiago Santos a los banquillos en 2013, España empezó a crear un grupo sólido de jugadores de origen español, con el que ha subido el nivel del equipo hasta igualar y rebasar a selecciones como Rusia y Rumanía. En el Campeonato de Europa 2019, igualó su mejor resultado en este torneo obteniendo el segundo puesto, con 4 victorias y 1 derrota, siendo la primera vez que obtiene dicho balance de 4 victorias por 1 derrota en una sola edición anual del Campeonato de Europa de Rugby.
| Temporada | Jugados | Ganados | Empatados | Perdidos | +/-     | Puntos        | Posición  |
| --------- | ------- | ------- | --------- | -------- | ------- | ------------- | --------- |
| 2000      | 5       | 2       | 0         | 3        | 109-105 | 9             | 4º        |
| 2001      | 5       | 2       | 0         | 3        | 118-131 | 9             | 4º        |
| 2001-02   | 10      | 3       | 0         | 7        | 246-250 | 16            | 4º        |
| 2003-04   | 10      | 0       | 1         | 9        | 129-345 | 11            | 6º        |
| 2004-06*  | 8       | 7       | 1         | 0        | 364-87  | 23            | 1º        |
| 2006-08   | 10      | 4       | 0         | 6        | 233-240 | 18            | 4º        |
| 2008-10   | 10      | 2       | 0         | 8        | 151-304 | 14            | 5º        |
| 2010      | 5       | 1       | 0         | 4        | 68-153  | 7             | 5º        |
| 2011      | 5       | 2       | 0         | 3        | 92-175  | 10            | 5º        |
| 2012      | 5       | 3       | 0         | 2        | 133-100 | 16            | 2º        |
| 2013      | 5       | 0       | 2         | 3        | 72-129  | 5             | 6º        |
| 2014      | 5       | 2       | 0         | 3        | 87-114  | 10            | 4º        |
| 2015      | 5       | 3       | 0         | 2        | 131-99  | 14            | 3º        |
| 2016      | 5       | 1       | 1         | 3        | 84-88   | 9             | 4º        |
| 2017      | 5       | 3       | 0         | 2        | 91-54   | 13 [-xx] = -x | 3º --> 5º |
| 2018      | 5       | 3       | 0         | 2        | 146-74  | 13 [-20] = -7 | 3º --> 5º |
| 2019      | 5       | 4       | 0         | 1        | 127-75  | 18            | 2º        |
| 2020      | 5       | 3       | 0         | 2        | 103-93  | 13            | 2º        |
| 2021      | 5       | 2       | 0         | 3        | 164-109 | 12 [-5] = 7   | 4º --> 5º |
| 2022      | 5       | 4       | 0         | 1        | 170-135 | 17 [-5] = 12  | 2º --> 3º |
| 2023      | 5       | 2       | 0         | 3        | 98-133  | 9             | 4º        |
| 2024      | 5       | 3       | 0         | 2        | 120-127 | 9             | 3º        |
| 2025      | 5       | 3       | 0         | 2        | 198-176 | 10            | 2º        |

* División 2A.

### Trofeos de rivalidad
España está encuadrada en el grupo "Championship" de la Copa Europea de Naciones. En este grupo se encuentran las selecciones más fuertes de Europa (obviando a las integrantes del VI Naciones); donde desciende al grupo "Trophy" el último clasificado al final de temporada. 
En 2019 Alemania descendió. Su lugar lo ocupó Portugal que se suma así a Bélgica, Rusia, Georgia, Rumanía y España en este grupo de élite también conocido por "VI Naciones B". 
La especial repercusión que los enfrentamientos entre los equipos del "VI Naciones B" tienen (por rivalidad y por historia) hizo que en la mayoría de los casos se crearan competiciones "particulares" (algo habitual en el mundo del rugby) imitando la tradición iniciada en el VI Naciones.
España vs. Portugal. La Copa Viriato
La Copa Viriato es un trofeo disputado entre las selecciones de España y Portugal. En la actualidad se disputa dentro de sus enfrentamientos en la Copa Europea de Naciones. Su denominación es debida a Viriato, figura histórica de las guerras lusitanas desarrolladas en Hispania entre el año 155 aC y el 139 aC contra el Imperio Romano. España cuenta con un balance positivo de casi el 75% de victorias frente a Portugal. 
España vs. Georgia. Trofeo de las Dos Iberias
La exrepública soviética de Georgia está asentada sobre dos antiguos reinos de la época clásica: el Reino de Colquida y el Reino de Iberia. Así lo llamaron griegos y romanos para diferenciarlo de la península ibérica donde se asienta el Reino de España. Así se explica el nombre del trofeo que actualmente se disputa dentro del VI Naciones B de la Copa Europea de Naciones con un balance de 3 victorias españolas, 17 victorias georgianas y 1 empate. Las tres victorias españolas en Madrid y el empate en Reus.
España vs. Rusia. El Oro de Moscú
Una antigua leyenda de la guerra civil española cuenta que la República Española puso a salvo tres cuartas partes del oro de su reserva nacional enviada a la Unión de Repúblicas Socialistas Soviéticas (URSS) en la década de 1930. Un oro que jamás regresó. Este enfrentamiento actualmente se disputada en el Grupo Championship de la Copa Europea de Naciones con un balance de 8 victorias españolas y 16 victorias rusas.
España vs. Rumanía. La Columna de Trajano
Marco Ulpio Trajano (en latín, Marcus Ulpius Traianus; Itálica, 18 de septiembre de 53-Selinunte, 9 de agosto de 117) fue un emperador romano que gobernó desde el año 98 hasta su muerte en 117, siendo el primero de origen hispánico. Durante su mandato se añadió, entre otras, la región de "Dacia" al Imperio Romano. Dacia fue romanizada. Actualmente Rumanía se asienta en esta antigua provincia romana. Cuyo idioma, el rumano, es también una lengua romance (como el francés, el italiano o el castellano) evolucionada del latín. Y con base en este vínculo histórico se disputa este trofeo entre las selecciones de Rumanía y España con un balance de 4 victorias de los españoles frente a 34 victorias rumanas. Las 4 victorias españolas fueron en Madrid.
España vs. Italia
Estas dos selecciones se han enfrentado en 27 ocasiones, siendo el balance general muy favorable al equipo italiano con 23 victorias, 3 derrotas y 1 empate. Las 3 victorias españolas se produjeron en 1977, 1972 y 1929, siendo el partido de 1929 muy recordado puesto que fue el primero que disputó la selección italiana en su historia y el primero que ganó la selección española en la suya, celebrándose el partido ante unos 60 mil espectadores que llenaban el Estadio de Montjuic el día de su inauguración. El crecimiento del rugby italiano durante los años 90s ayudó a que la selección fuese aceptada para participar en el torneo de las Seis Naciones a partir del año 2000, lo que ha traído como consecuencia que los frecuentes enfrentamientos que se producían entre los equipos de España e Italia hayan desaparecido casi por completo en el siglo XXI. 
España vs. Uruguay
La rivalidad entre España y Uruguay es reciente puesto que las dos selecciones se enfrentaron por primera vez en 1987. En 1999 los dos equipos quedaron emparejados en el mismo grupo de la Copa del Mundo, derrotando los "Teros" uruguayos a los "Leones" españoles por 27 a 15 en la localidad escocesa de Galashields. En el cómputo global España y Uruguay se han enfrentado en 14 ocasiones, ganando cada equipo 7 veces.
España vs. Bélgica
Bélgica es una de las selecciones a las que más veces se ha enfrentado España debido a la participación de ambos equipos en los torneos europeos organizados sucesivamente por la FIRA y por Rugby Europe. El primer partido entre ambos equipos se remonta a 1954, y el balance general favorece a España con 15 victorias, 2 derrotas y 1 empate en 18 enfrentamientos.

## España en la Copa del Mundo
1987. Mundial de Nueva Zelanda
Al primer mundial de rugby organizado por la IRB solo se podía acceder por invitación y España no fue una de las seleccionadas.
1991 Mundial de Inglaterra y 1995 Mundial de Sudáfrica
España no consiguió clasificarse para estos dos mundiales en los que solo participaban 16 equipos, quedando normalmente apeada en los compases finales de la clasificación para la fase final de estos mundiales.
1999. Mundial de Gales
La primera andadura de la selección en un mundial se produjo en el Mundial de Gales de 1999. España, consiguió clasificarse tras superar a Portugal a doble partido después de vencer en Elche por 33-22 y posteriormente en Edimburgo con resultado final de 17-21. Perdió contra Escocia pero, con el segundo puesto obtenido, pudo clasificarse definitivamente.
España quedó encuadrada en el Grupo A junto a Escocia, Sudáfrica y Uruguay. En el primer partido España se enfrentó a la selección de Uruguay en el pequeño estadio de Netherdale. El resultado fue de 27-15 a favor de los uruguayos en un mal partido de España, que jugó muy descentrada y que se resolvió en los minutos finales. Destacó en este partido la figura del veterano apertura Andrei Kovalenco anotando todos los puntos del equipo gracias a cinco golpes de castigo.
La siguiente piedra de toque fue la selección de Sudáfrica entrenada por Nick Mallet en el mítico estadio de Murrayfield, donde los Springboks no dieron ninguna opción al XV del León que pese a todo cuajó un buen partido obligando a Sudáfrica a esforzarse y perdiendo "sólo" 47-3.
La participación de España, terminó con el último partido de la fase de grupos, de nuevo en Murrayfield, frente al potente XV escocés, donde la diferencia entre las dos selecciones quedó plasmada en el resultado final de 48-0, que, pese a todo, mejoró la imagen que dio en el partido de clasificación previo al Mundial jugado contra los mismos escoceses. La selección terminó como cuarta de grupo con tres derrotas por cero victorias acabando por detrás justo de Uruguay, también eliminada. Además terminó con el dudoso honor de ser la única selección en la historia de los mundiales que no logró conseguir ningún ensayo durante el campeonato.
Jugadores que participaron en este Mundial:
- Pilieres: Jordi Camps (U.E. Santboiana), José Ignacio Zapatero (Dulciora El Salvador), Víctor Torres (U.E. Santboiana) y Luis Javier Martínez (Oviedo R.C.).
- Talonadores: Fernando de la Calle (VRAC) y Diego Zarzosa Peña (Dulciora El Salvador).
- Segunda línea: José Miguel Villaú (Mont de Marsans), Steve Tuineau (U.E. Santboiana), Sergio Souto (Oviedo R.C.).
- Flankers: Alberto Malo (U.E. Santboiana), Carlos Souto (Oviedo R.C.), Oscar Astarloa (Bayona R.C.), José Díaz (Castres).
- Ochos: Agustín Malet (Universidad de Sevilla), Alfonso Mata (Dulciora El Salvador).
- Medios de melé: Aratz Gallastegui (Getxo Artea), Jaime Alonso (Dulciora El Salvador). Rafael Pascual (Sant Boiana)
- Aperturas: Andrei Kovalenco (Real Canoe N.C.), Aitor Etxebarria (Oviedo R.C.).
- Centros: Alvar Enciso (Dulciora El Salvador), Fernando Díez (Liceo Francés), Rafael Bastide (U.S. Colomiers), Alberto Socías (Valencia Tecnidex), Sebastián Loubsens (C.A. Bordeaux Bègles).
- Alas: Oriol Ripol Fortuny (U.E. Santboiana), Antonio Socías (Valencia Tecnidex), José Ignacio Inchausti (C. D. Alcobendas), Miguel Ángel Frechilla (VRAC).
- Zagueros: Francisco Puertas Soto (San Juan de Luz), Ferrán Velazco (U.E. Santboiana).

2003. Mundial de Australia
España comenzó su clasificación para el Mundial de Australia en mayo de 2002. Después de solventar su partido contra Portugal avanzó a la ronda 3, donde perdió contra Italia y Rumanía. Después de ganar a Túnez en la repesca España perdió en la eliminatoria definitiva que le enfrentó a la selección de Estados Unidos a doble partido. La ronda clasificatoria quedó decantada desde el partido de ida donde España perdió en el campo Central de la Ciudad Universitaria frente al combinado estadounidense por un contundente 13-62.
2007. Mundial de Francia
En la edición de la Copa del Mundo celebrada en Francia, España quedó fuera en la fase de clasificación. Después de vencer a la selección de Alemania por 42-28 y derrotar en la siguiente ronda a la República Checa, España quedó eliminada en la ronda 5 al perder los dos choques decisivos, primero contra Rumanía 23-40 en el Central de la Complutense y finalmente contra Georgia en Tbilisi con resultado final de 37-23, en donde el físico superior de los georgianos fue determinante.
2011. Mundial de Nueva Zelanda
Para el Mundial de Nueva Zelanda, España debía terminar en primera o segunda posición del Campeonato de Europa de la FIRA o bien terminar en tercer lugar y jugar la fase de repesca. Sin embargo, no hubo nunca opción real de conseguir tal clasificación debido a los discretos resultados obtenidos por el XV del León en sus enfrentamientos. Decisivo el partido jugado 13 de febrero de 2010, en Madrid, frente a la selección de Rusia puesto que la derrota sufrida (20-38) dejaba a España sin posibilidad matemática de acceder a la repesca.
2015. Mundial de Inglaterra
Para el Mundial de Inglaterra, España debía terminar en primera o segunda posición del Campeonato de Europa de la FIRA o bien terminar en tercer lugar y jugar la fase de repesca. Sin embargo, no hubo nunca opción real de conseguir tal clasificación debido a los discretos resultados obtenidos por el XV del León, con solo dos victorias en sus enfrentamientos. 
2019. Mundial de Japón
Para el Mundial de Japón, España debía terminar en primera o segunda posición en la clasificación combinada del Rugby Europe International Championships 2016-17 y el Rugby Europe International Championships 2017-18 o bien terminar en tercer lugar y jugar la fase de repesca. Sin embargo, aún terminando tercera justo detrás de Rumanía, ambas selecciones y Bélgica fueron descalificadas con una pérdida significativa de puntos tras una polémica denuncia efectuada por Rusia respecto a irregularidades en las elegibilidades de algunos jugadores. 
2023. Mundial de Francia
La selección española se clasificó el 13 de marzo de 2022 con una trabajada victoria contra la selección portuguesa en el Estadio Nacional Complutense, el 28 de abril de 2022 la selección queda descalificada del Mundial en detrimento de Rumanía por la alineación indebida del sudafricano Van der Berg durante la fase de clasificación en dos encuentros.
Resultado General: 
- Nueva Zelanda 1987: No invitada
- Inglaterra 1991: No clasificó[10]
- Sudáfrica 1995: No clasificó
- Gales 1999: cuarta en fase de grupos[11][12]
- Australia 2003: No clasificó[13]
- Francia 2007: No clasificó
- Nueva Zelanda 2011: No clasificó
- Inglaterra 2015: No clasificó
- Japón 2019: Descalificada[14]
- Francia 2023: Descalificada[15]
- Australia 2027: Clasificado[16][17]

## Uniforme
La selección española adoptó como su color el rojo desde sus inicios, ha sido siempre su seña de identidad. El uniforme está compuesto por camiseta roja, pantalón azul, las medias han ido variando según el año entre azul y rojo.

### Evolución
| 1999 | 2005 | 2009 | 2013 | 2015 | 2017 |

### Patrocinadores
Actualmente, la selección masculina cuenta con un buen número de patrocinadores: 
Principales: 
- Generali
- Joma
- Volvo Cars

Institucionales:
- Ayuntamiento de Madrid
- Consejo Superior de Deportes
- Universidad Complutense de Madrid

Otros:
- Halcón Viajes
- Infisport
- Loterías y Apuestas del Estado
- Renfe
- Singular WOD

## Jugadores

### Última convocatoria
Convocatoria para los partidos de la ventana internacional de julio de 2025 frente a Estados Unidos y Canadá:
|                         | Nombre                 | Edad    | Posición      | Caps | Equipo                        |
| ----------------------- | ---------------------- | ------- | ------------- | ---- | ----------------------------- |
| Primeras líneas         |                        |         |               |      |                               |
|                         | Vicente del Hoyo       | 29 años | Talonador     | 27   | Real Ciencias La Carloteña    |
|                         | Joaquín Domínguez      | 29 años | Pilar         | 16   | Belenenses Rugby              |
|                         | Thierry Futeu          | 30 años | Pilar         | 41   | Niort RC                      |
|                         | Álvaro García          | 21 años | Talonador     | 16   | Stade Français                |
|                         | Pablo Miejimolle       | 30 años | Talonador     | 11   | VRAC Quesos Entrepinares      |
|                         | Lucas Santamaría       | 24 años | Pilar         | 20   | Stado Tarbes PR               |
|                         | Bernardo Vázquez       | 36 años | Pilar         | 7    | Recoletas Burgos - Caja Rural |
|                         | Jon Zabala             | 28 años | Pilar         | 29   | Section Paloise               |
| Segundas líneas         |                        |         |               |      |                               |
|                         | Ignacio Piñeiro        | 22 años | Segunda línea | 17   | Oyonnax Rugby                 |
|                         | Imanol Urraza          | 23 años | Segunda línea | 11   | SS Lazio Rugby                |
|                         | Asier Usarraga         | 30 años | Segunda línea | 10   | CA Brive                      |
| Terceras líneas         |                        |         |               |      |                               |
|                         | Vicente Boronat        | 27 años | Flanker       | 8    | Recoletas Burgos - Caja Rural |
|                         | José Ramón Borraz      | 23 años | Flanker       | 2    | CR Complutense Cisneros       |
|                         | Matthew Foulds         | 34 años | Flanker       | 31   | UE Santboiana                 |
|                         | Ekain Imaz             | 22 años | Flanker       | 18   | Biarritz Olympique            |
|                         | Raphael Nieto          | 24 años | N.º 8         | 14   | Niort RC                      |
|                         | Marc Sánchez           | 25 años | Flanker       | 6    | VRAC Quesos Entrepinares      |
|                         | Matheo Triki           | 24 años | Flanker       | 10   | SO Chambéry                   |
| Medio melés             |                        |         |               |      |                               |
|                         | Kerman Aurrekoetxea    | 25 años | Medio melé    | 16   | Biarritz Olympique            |
|                         | Estanislao Bay         | 32 años | Medio melé    | 25   | Recoletas Burgos - Caja Rural |
| Aperturas y Centros     |                        |         |               |      |                               |
|                         | Yago Fernández         | 21 años | Centro        | 0    | Silicius Alcobendas           |
|                         | Álvar Gimeno           | 27 años | Centro        | 36   | Real Ciencias La Carloteña    |
|                         | Gonzalo López-Bontempo | 25 años | Apertura      | 16   | RC Massy Essone               |
|                         | Iñaki Mateu            | 28 años | Centro        | 29   | Recoletas Burgos - Caja Rural |
|                         | Gonzalo Vinuesa        | 24 años | Apertura      | 24   | CR Complutense Cisneros       |
| Alas y Zagueros         |                        |         |               |      |                               |
|                         | Pau Aira               | 24 años | Ala           | 10   | Barça Rugby                   |
|                         | John-Wessel Bell       | 35 años | Zaguero       | 27   | RFER                          |
|                         | Martiniano Cian        | 23 años | Ala           | 18   | VRAC Quesos Entrepinares      |
|                         | Egoitz García          | 24 años | Zaguero       | 0    | AMPO Ordizia RE               |
|                         | Gauthier Minguillón    | 31 años | Ala           | 21   | Valence Romans Drôme          |
| Entrenador: Pablo Bouza |                        |         |               |      |                               |

- Caps: actualizadas el 19 de julio de 2025.

## Seleccionadores

### Cuerpo técnico actual
| - Entrenador: Pablo Bouza - Entrenador adjunto: Miguel Velasco - Entrenador adjunto: Valentín Telleriarte - Entrenador adjunto: Pedro de Matías | - Preparador físico: Mar Álvarez - Fisioterapeuta: Martín Núñez - Médico: Dra. Carmen León - Delegado: Pablo Pérez |

### Historial de seleccionadores
| Seleccionador       | Periodo           |
| ------------------- | ----------------- |
| Enrique Gutiérrez   | 1927-1928         |
| Manuel Ordóñez      | 1931-1932         |
| José Hermosa        | 1935-1936         |
| César Palomino      | 1936              |
| Jesús Luque         | 1952-1953         |
| Juan Vázquez        | 1953-1960         |
| Arnaldo Griñó       | 1960-1966         |
| Ramón Rabassa       | 1965 (ad interim) |
| Alberto Serena      | 1967-1968         |
| Alfredo Calzada     | 1968-1970         |
| Gérard Murillo      | 1970-1978         |
| Morgan Thomas       | 1978-1979         |
| Luis Mocoroa        | 1979 (ad interim) |
| Francisco Sacristán | 1979-1982         |

| Seleccionador      | Periodo           |
| ------------------ | ----------------- |
| Jesús Linares      | 1982-1984         |
| Ángel Luis Jiménez | 1984-1986         |
| José María Epalza  | 1986-1989         |
| Gérard Murillo     | 1989-1993         |
| Alfonso Feijoo     | 1992 (ad interim) |
| Bryce Bevin        | 1993-1997         |
| Alfonso Feijoo     | 1997-1999         |
| Tomás García       | 1999-2002         |
| Pierre Pérez       | 2002-2003         |
| Gerard Glynn       | 2003-2010         |
| Régis Sonnes       | 2010-2012         |
| Bryce Bevin        | 2012-2013         |
| Santiago Santos    | 2013-2023         |
| Pablo Bouza        | 2023-Act.         |

## Jugadores históricos
| #  | Jugador           | Posición      | Presencias |
| -- | ----------------- | ------------- | ---------- |
| 1. | Francisco Puertas | Zaguero       | 93         |
| 2. | Jaime Nava        | Tercera línea | 79         |
| 3. | Jon Azkargorta    | Centro        | 76         |
| 4. | Julio Álvarez     | Pilier        | 75         |
| 5. | Alberto Malo      | Tercera línea | 74         |
| 6. | Álvar Enciso      | Centro        | 70         |
| 7. | Pablo Feijoo      | Medio melé    | 66         |

| #   | Jugador         | Posición      | Presencias |
| --- | --------------- | ------------- | ---------- |
| 8.  | Jaime Gutiérrez | Tercera línea | 60         |
| =.  | Fernando López  | Pilier        | 60         |
| =.  | Salvador Torres | Centro        | 60         |
| 11. | Javier Díaz     | Medio melé    | 59         |
| =.  | Manolo Moriche  | Aperturas     | 59         |
| =.  | Ferrán Velazco  | Zaguero       | 59         |
| 14. | César Sempere   | Zaguero       | 56         |

## Palmarés
Nota: Tanto la FIRA Nations Cup como la European Nations Cup y Rugby Europe International Championships, hacen referencia al mismo campeonato en sus diferentes denominaciones a lo largo de la historia (el formato de los mismos sí ha variado de unas ediciones a otras). 
- Campeonato de FIRA Nations Cup / European Nations Cup - División 2 (5): 1971-72, 1979-80, 1985-87, 1989-90, 2004-06.

- Subcampeonato de European Nations Cup / Rugby Europe International Championships - División 1 (4): 2012, 2019, 2020, 2025.

## Historial en otras competiciones

### Nations Cup
- Nations Cup 2015: 3.er puesto
- Nations Cup 2016: sexto puesto (último)
- Nations Cup 2017: quinto puesto[18]

### Juegos Mediterráneos
- Barcelona 1955: 3.er puesto
- Split 1979: quinto puesto
- Casablanca 1983: cuarto puesto (último)
- Languedoc-Rosellón 1993: 3.er puesto[19]

### Otros torneos
- Torneo de L'Aquila 1999: cuarto puesto (último)[20]
- Tri Nations 2012: Campeón invicto[21][22][23]
- Tbilisi Cup 2014: cuarto puesto (último)[24]

## Estadísticas
Para los detalles estadísticos véase Partidos de la selección de rugby de España.
- Actualizado a 18 de julio de 2025. Balance de los test matches disputados por España. España ocupa, actualmente, el puesto 15 en el ranking mundial. Fuente:

| WR | Oponente        | Jugados | Ganados | Perdidos | Empatados | % de victorias | Primer enfrentamiento | Último enfrentamiento | Última victoria |
| -- | --------------- | ------- | ------- | -------- | --------- | -------------- | --------------------- | --------------------- | --------------- |
| 35 | Alemania        | 26      | 16      | 8        | 2         | 61.53%         | 1929                  | 2024                  | 2024            |
| 83 | Andorra         | 3       | 3       | 0        | 0         | 100.00%        | 1997                  | 2006                  | 2006            |
| 7  | Argentina       | 5       | 0       | 5        | 0         | 0.00%          | 1982                  | 2023                  | -               |
| 6  | Australia       | 1       | 0       | 1        | 0         | 0.00%          | 2001                  | 2001                  | -               |
| 22 | Bélgica         | 19      | 16      | 2        | 1         | 84.21%         | 1954                  | 2020                  | 2020            |
| 28 | Brasil          | 2       | 2       | 0        | 0         | 100.00%        | 2017                  | 2019                  | 2019            |
| 24 | Canadá          | 5       | 3       | 2        | 0         | 60.00%         | 2010                  | 2025                  | 2025            |
| 34 | República Checa | 14      | 9       | 4        | 1         | 64.28%         | 1967                  | 2007                  | 2007            |
| 20 | Chile           | 6       | 4       | 2        | 0         | 66.66%         | 1995                  | 2019                  | 2019            |
| 41 | Croacia         | 2       | 1       | 0        | 1         | 50.00%         | 1993                  | 2005                  | 1993            |
| 60 | Dinamarca       | 1       | 1       | 0        | 0         | 100.00%        | 1984                  | 1984                  | 1984            |
| 8  | Escocia         | 1       | 0       | 1        | 0         | 0.00%          | 1999                  | 1999                  | -               |
| 80 | Eslovenia       | 1       | 1       | 0        | 0         | 100.00%        | 2005                  | 2005                  | 2005            |
| 16 | Estados Unidos  | 6       | 1       | 5        | 0         | 16.67%         | 1998                  | 2025                  | 2025            |
| 9  | Fiyi            | 3       | 0       | 3        | 0         | 0.00%          | 1999                  | 2024                  | -               |
| 12 | Gales           | 1       | 0       | 1        | 0         | 0.00%          | 1994                  | 1994                  | -               |
| 11 | Georgia         | 27      | 3       | 23       | 1         | 11.11%         | 2000                  | 2025                  | 2012            |
| 23 | Hong Kong       | 1       | 1       | 0        | 0         | 100.00%        | 2019                  | 2019                  | 2019            |
| 81 | Hungría         | 1       | 1       | 0        | 0         | 100.00%        | 2004                  | 2004                  | 2004            |
| 10 | Italia          | 27      | 3       | 23       | 1         | 11.11%         | 1929                  | 2002                  | 1977            |
| 14 | Japón           | 3       | 0       | 3        | 0         | 0.00%          | 1999                  | 2013                  | -               |
| 33 | Kenia           | 1       | 0       | 1        | 0         | 0.00%          | 2015                  | 2015                  | -               |
| 37 | Marruecos       | 20      | 13      | 5        | 2         | 65.00%         | 1931                  | 2000                  | 1996            |
| 59 | Moldavia        | 1       | 1       | 0        | 0         | 100.00%        | 2005                  | 2005                  | 2005            |
| 25 | Namibia         | 7       | 6       | 1        | 0         | 85.71%         | 2010                  | 2022                  | 2022            |
| 27 | Países Bajos    | 19      | 18      | 0        | 1         | 94.73%         | 1967                  | 2025                  | 2025            |
| 30 | Polonia         | 16      | 10      | 6        | 0         | 62.50%         | 1970                  | 2005                  | 2005            |
| 18 | Portugal        | 44      | 29      | 13       | 2         | 65.90%         | 1935                  | 2025                  | 2025            |
| 21 | Rumania         | 42      | 6       | 36       | 0         | 14.28%         | 1958                  | 2024                  | 2024            |
| 32 | Rusia           | 26      | 10      | 16       | 0         | 38.46%         | 1994                  | 2022                  | 2022            |
| 13 | Samoa           | 2       | 0       | 2        | 0         | 0.00%          | 2018                  | 2024                  | -               |
| 1  | Sudáfrica       | 1       | 0       | 1        | 0         | 0.00%          | 1999                  | 1999                  | -               |
| 31 | Suecia          | 2       | 2       | 0        | 0         | 100.00%        | 1980                  | 1983                  | 1983            |
| 29 | Suiza           | 2       | 2       | 0        | 0         | 100.00%        | 1993                  | 2025                  | 2025            |
| 19 | Tonga           | 3       | 1       | 2        | 0         | 33.33%         | 2016                  | 2024                  | 2024            |
| 44 | Túnez           | 5       | 4       | 1        | 0         | 80.00%         | 1979                  | 2003                  | 2003            |
| 50 | Ucrania         | 2       | 2       | 0        | 0         | 100.00%        | 2011                  | 2012                  | 2012            |
| 17 | Uruguay         | 15      | 8       | 7        | 0         | 53.33%         | 1987                  | 2024                  | 2024            |
| 26 | Zimbabue        | 7       | 5       | 2        | 0         | 71.42%         | 1983                  | 2012                  | 2012            |

### Secundarias y extintas
| Oponente              | Jugados | Ganados | Perdidos | Empatados | % de victorias | Primer enfrentamiento | Último enfrentamiento | Última victoria |
| --------------------- | ------- | ------- | -------- | --------- | -------------- | --------------------- | --------------------- | --------------- |
| Argentina XV          | 4       | 0       | 4        | 0         | 0.00%          | 2014                  | 2017                  | -               |
| Australia A           | 1       | 0       | 1        | 0         | 0.00%          | 1990                  | 1990                  | -               |
| Barbarian F.C.        | 2       | 0       | 2        | 0         | 0.00%          | 2007                  | 2022                  | -               |
| Classic All Blacks    | 1       | 0       | 1        | 0         | 0.00%          | 2022                  | 2022                  | -               |
| Escocia A             | 7       | 0       | 7        | 0         | 0.00%          | 1986                  | 1998                  | -               |
| Francia A             | 24      | 0       | 24       | 0         | 0.00%          | 1927                  | 1996                  | -               |
| Francia Militar       | 4       | 1       | 2        | 1         | 25.00%         | 1931                  | 1932                  | 1931            |
| Francia Universitaria | 2       | 1       | 1        | 0         | 50.00%         | 2006                  | 2011                  | 2006            |
| Gales A               | 2       | 0       | 2        | 0         | 0.00%          | 1983                  | 1985                  | -               |
| Inglaterra A          | 8       | 0       | 8        | 0         | 0.00%          | 1984                  | 1994                  | -               |
| Inglaterra Counties   | 4       | 0       | 4        | 0         | 0.00%          | 2007                  | 2017                  | -               |
| Irlanda Emergente     | 1       | 0       | 1        | 0         | 0.00%          | 1990                  | 1990                  | -               |
| Italia A              | 2       | 0       | 2        | 0         | 0.00%          | 2014                  | 2021                  | -               |
| Japón A               | 3       | 0       | 3        | 0         | 0.00%          | 1999                  | 2010                  | -               |
| Māori All Blacks      | 2       | 0       | 2        | 0         | 0.00%          | 1982                  | 1988                  | -               |
| Occitania             | 1       | 1       | 0        | 0         | 100.00%        | 2019                  | 2019                  | 2019            |
| País Vasco            | 2       | 1       | 1        | 0         | 50.00%         | 1992                  | 2004                  | 1992            |
| Royal Air Force       | 4       | 0       | 2        | 2         | 0.00%          | 1953                  | 1965                  | -               |
| Sudáfrica A           | 1       | 0       | 1        | 0         | 0.00%          | 2001                  | 2001                  | -               |
| Unión Soviética       | 7       | 0       | 7        | 0         | 0.00%          | 1979                  | 1991                  | -               |
| Yugoslavia            | 4       | 4       | 0        | 0         | 100.00%        | 1969                  | 1979                  | 1979            |

## Victorias destacadas
- Se consideran solo victorias ante naciones del Tier 1 (participantes del Seis Naciones y del The Rugby Championship).

| 20 de mayo de 1929 Estadio Olímpico Lluís Companys | España | 9 - 0 Amistoso | Italia |  |  |

| 14 de mayo de 1972 Estadio Nacional Complutense | España | 10 - 0 (FIRA) | Italia |  |  |

| 17 de diciembre de 1977 Estadio Nacional Complutense | España | 10 - 3 (FIRA) | Italia |  |  |

### Mayores victorias
| N.º | Fecha      | Ciudad    | Estadio                      | Competición                         | Rival           | Resultado | Diferencia |
| --- | ---------- | --------- | ---------------------------- | ----------------------------------- | --------------- | --------- | ---------- |
| 1   | 02/04/1995 | Madrid    | Estadio Nacional Complutense | FIRA Preliminary Tournament 1994–95 | República Checa | 90-8      | +82        |
| 2   | 08/12/1996 | Madrid    | Estadio Nacional Complutense | Campeonato FIRA 1996-97             | Bélgica         | 77-0      | +77        |
| 3   | 11/03/2018 | Madrid    | Estadio Nacional Complutense | Rugby Europe Championship 2018      | Alemania        | 84-10     | +74        |
| 4   | 27/03/2005 | Liubliana |                              | Seis Naciones B 2004-06 (Div. 2)    | Eslovenia       | 6-76      | +73        |
| 5   | 22/09/1979 | Split     | Estadio Poljud               | Juegos Mediterráneos de 1979        | Túnez           | 0-62      | +62        |

### Mayores derrotas
| N.º | Fecha      | Ciudad                    | Estadio                      | Competición                                         | Rival      | Resultado | Diferencia |
| --- | ---------- | ------------------------- | ---------------------------- | --------------------------------------------------- | ---------- | --------- | ---------- |
| 1   | 04/03/1979 | Oloron-Sainte-Marie       | Stade de St. Pée             | FIRA Trophy 1978-79                                 | Francia XV | 92-0      | -92        |
| 2   | 05/12/1998 | Edimburgo                 | Estadio Murrayfield          | Clasificación para la Copa Mundial de Rugby de 1999 | Escocia XV | 85-3      | -82        |
| 3   | 01/11/2001 | Madrid                    | Estadio Nacional Complutense | Amistoso                                            | Australia  | 10-92     | -82        |
| 4   | 16/04/1978 | Bucarest                  | Stadionul Dinamo             | FIRA Trophy 1977-78                                 | Rumania    | 76-3      | -73        |
| 5   | 31/03/1996 | San Baudilio de Llobregat | Estadi Baldiri Aleu          | FIRA Trophy 1995-97                                 | Francia XV | 9-81      | -72        |